# Wied (bei Hachenburg)

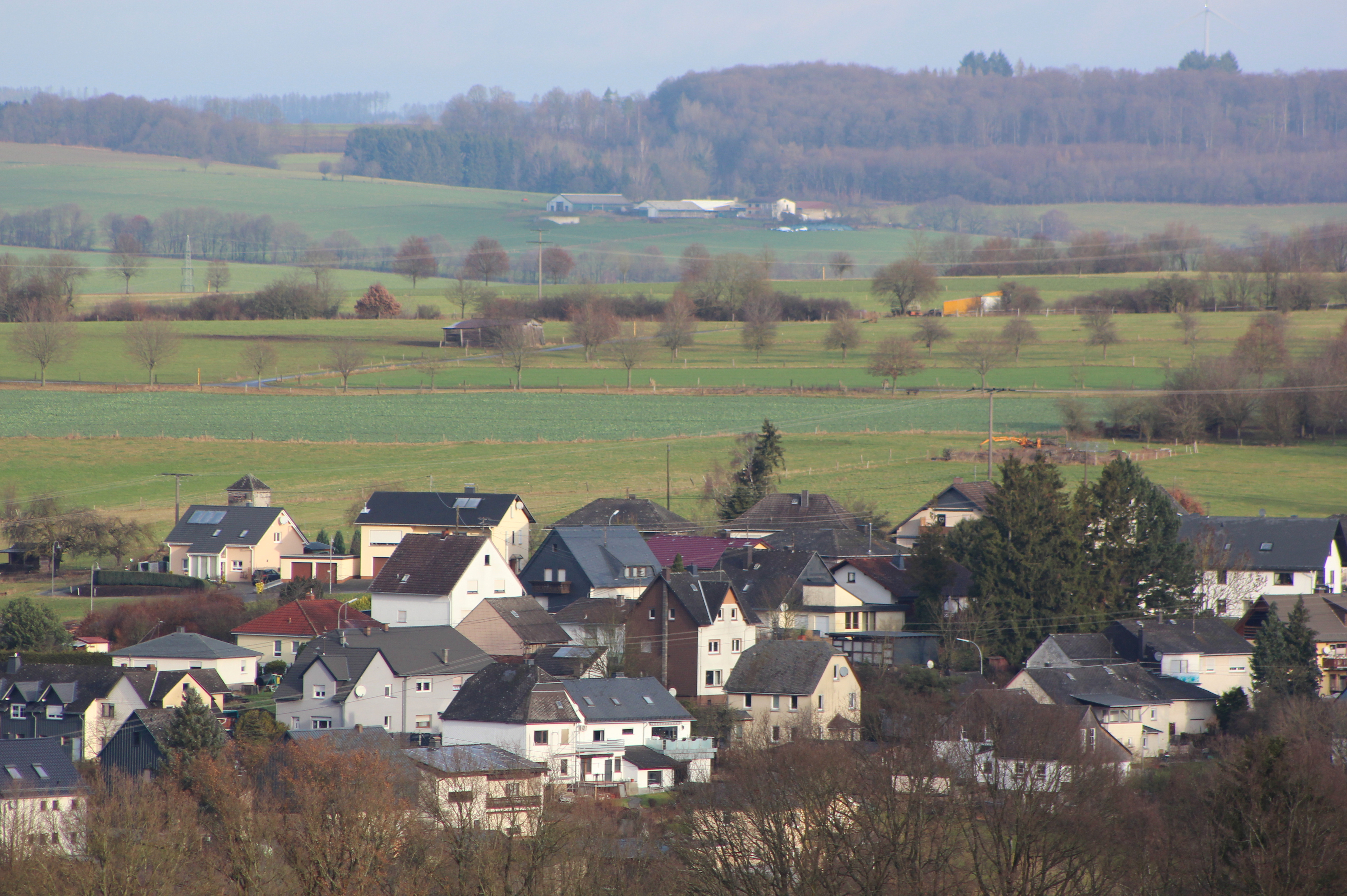
Ansicht von Wied

Wied ist eine Ortsgemeinde im Westerwaldkreis in Rheinland-Pfalz. Sie gehört der Verbandsgemeinde Hachenburg an.

## Geographie
Die Gemeinde liegt im Westerwald zwischen Limburg an der Lahn und Siegen im Wiedtal bzw. an der B 413 zwischen Merkelbach und Altstadt (Hachenburg) im Nordosten und Höchstenbach im Südwesten. Umgeben ist der Ort Wied im Osten und Süden vom Hachenburger Stadtwald. Durch den Ort fließt die Wied. Südöstlich des Orts befindet sich das Naturschutzgebiet Oberes Wiedtal.
Zu Wied gehören auch die Wohnplätze Krambergsmühle (Teilweise) und Mühlental (Thalmühle).

## Geschichte
1461 wurde Wied erstmals in einer Urkunde erwähnt. Ursprünglich hieß Wied Wiede, was so viel wie Weide bedeutete.
Bevölkerungsentwicklung
Die Entwicklung der Einwohnerzahl der Gemeinde Wied, die Werte von 1871 bis 1987 beruhen auf Volkszählungen:
| Jahr | Einwohner |
| 1815 | 204       |
| 1835 | 248       |
| 1871 | 252       |
| 1905 | 261       |
| 1939 | 305       |
| 1950 | 346       |

| Jahr | Einwohner |
| 1961 | 387       |
| 1970 | 416       |
| 1987 | 451       |
| 1997 | 497       |
| 2005 | 499       |
| 2023 | 513       |

## Politik

### Bürgermeister
Lars Martin wurde im Juni 2024 zum Ortsbürgermeister von Wied gewählt.
Die Vorgängerin war Birgit Hopfinger seit Sommer 2019. Bei der Direktwahl am 26. Mai 2019 war sie mit einem Stimmenanteil von 67,34 % für fünf Jahre gewählt worden.
Hopfingers Vorgänger waren Manfred Graulich und zuvor Ebba Groenewold-Jacobs, die zum 30. Juni 2015 das Amt aus persönlichen Gründen niedergelegt hatte.

### Wappen
| Wappen von Wied | Blasonierung: „Durch einen silbernen Wellenbalken schräglinks geteilt; vorne in Rot ein blaubewehrter und -gezungter doppelschwänziger goldener Löwe, hinten eine liegende silberne Mondsichel überhöht von drei silbernen sechsstrahligen Sternen (2:1).“ |
| Wappen von Wied | |

## Wirtschaft und Infrastruktur

### Verkehr
- Die Gemeinde liegt direkt an der Bundesstraße 413, die von Bendorf (bei Koblenz) nach Hachenburg führt.
- Die nächsten Autobahnanschlussstellen sind in Dierdorf und Neuwied an der A 3 (Köln–Frankfurt am Main), etwa 20 Kilometer entfernt.
- Die nächsten Bahnstationen befinden sich in Hachenburg und Hattert, beide etwa 7 Kilometer entfernt. Dort verkehrt die Oberwesterwaldbahn in Richtung Limburg oder Altenkirchen, von wo jeweils weiterführende Anschlussmöglichkeiten bestehen.
- Der nächstgelegene ICE-Halt ist der Bahnhof Montabaur an der Schnellfahrstrecke Köln–Rhein/Main.

Von 1901 bis 1950 verkehrte im Nachbarort Höchstenbach die Kleinbahn Selters–Hachenburg.

### Kliniken Wied

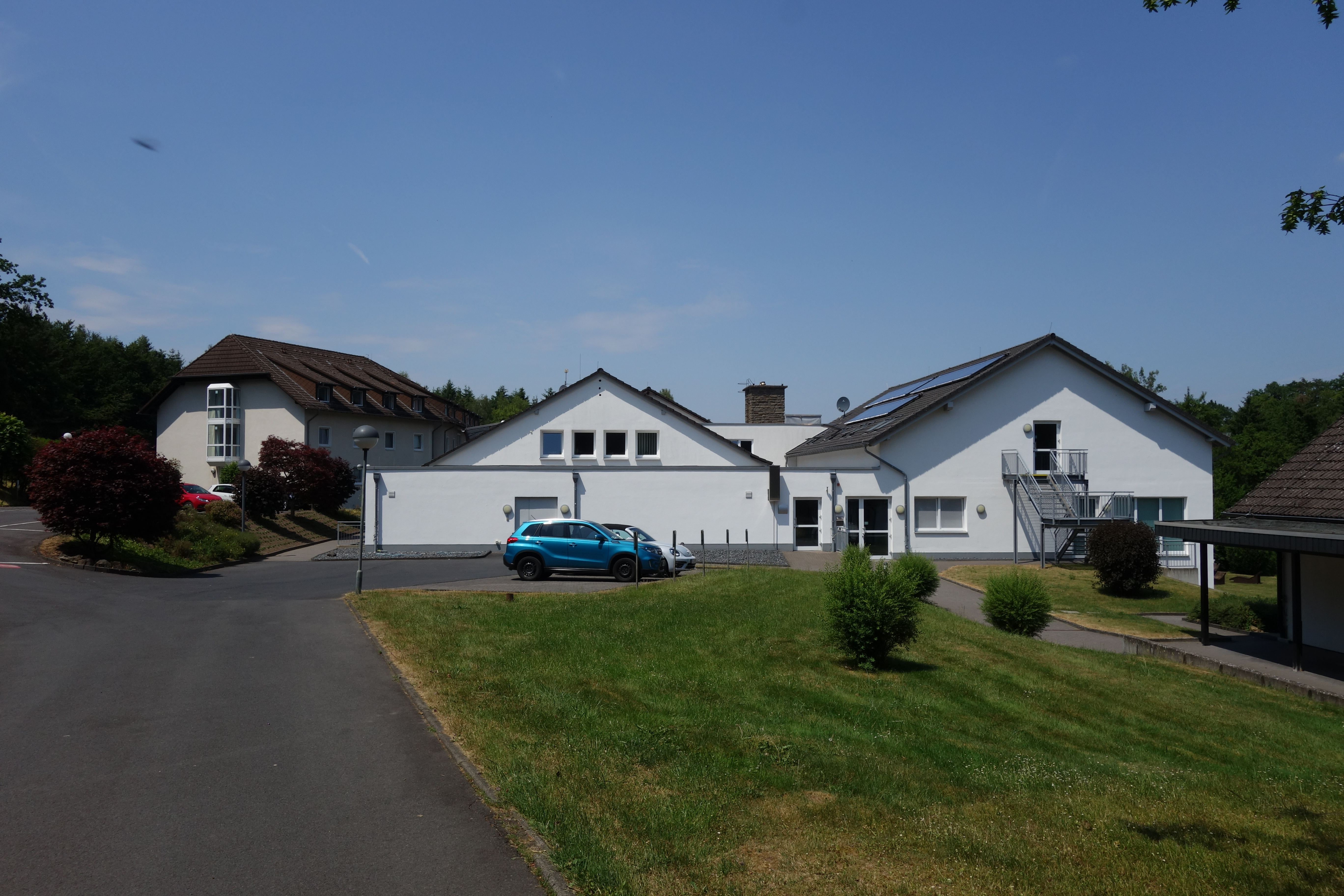
Klinik Wied, Haus Mühlental

Im Mühlental, südöstlich des Orts, wo sich vom 18. bis Anfang des 20. Jahrhunderts eine Papiermühle befand, später eine Spinnerei und Weberei sowie ab den 1960er Jahren ein Sporthotel, öffneten 1974 die Kliniken Wied ihre Pforten. Dazu zählen das Haus Mühlental in Wied sowie das angeschlossene Haus Sonnenhang im 12 Kilometer entfernten Steimel. In den beiden Rehabilitations-Einrichtungen werden Suchterkrankungen behandelt sowie psychosomatische Beschwerden. 
Anfang 2019 übernahm die MEDIAN Unternehmensgruppe beide Häuser mit zu diesem Zeitpunkt zusammen 214 Therapieplätzen und 166 Mitarbeitern.

## Persönlichkeiten
- Wilhelm Fetthauer (1866–1925), Mühlenbesitzer und Abgeordneter des Provinziallandtags der Provinz Hessen-Nassau
- Richard Spieß (1897–1952), NSDAP-Politiker und Abgeordneter des Provinziallandtags der Provinz Hessen-Nassau